# Чятай-Бурзян
Чята́й-Бурзя́н (рос. Чятай-Бурзян, башк. Сәтәй-Бөрйән) — присілок у складі Міякинського району Башкортостану, Росія. Входить до складу Біккуловської сільської ради.
Населення — 268 осіб (2010; 313 в 2002).
Національний склад:
- башкири — 96%